# سیل‌های ژوئیه ۲۰۲۵ تگزاس مرکزی
از ۴ تا ۷ ژوئیه ۲۰۲۵، سیل عظیم و ویرانگری در منطقهٔ تگزاس هیل کانتری و پایین‌دست آن در ایالت تگزاس ایالات متحده رخ داد. در جریان این سیل، سطح آب رود گوادالوپه به‌سرعت و به‌طور قابل‌توجهی بالا آمد و در عرض چند ساعت بین ۵ تا ۱۱ اینچ (۱۳۰ تا ۲۸۰ میلی‌متر) باران بارید. در نتیجه، دست‌کم ۱۳۵ نفر جان باختند و ۸ نفر مفقود شدند.
سیل از ۴ ژوئیه آغاز شد و حجم عظیمی از باران بر مرکز تگزاس بارید. در همان روز، شش هشدار اضطراری سیل ناگهانی برای شهرهای کرویل و میسن صادر شد. روز بعد، دن پاتریک، معاون فرماندار تگزاس، در یک کنفرانس مطبوعاتی اعلام کرد که رودخانهٔ گوادالوپه در مدت ۴۵ دقیقه حدود ۲۶ فوت (۷٫۹ متر) بالا آمده است. در منطقهٔ هانت، سطح آب حدود ۲۹ فوت (۸٫۸ متر) افزایش یافت که در آن بیش از ۲۰ کودک از یک اردوی تابستانی مفقود شدند. در ۵ ژوئیه، هشدارهای بیشتری برای سیل ناگهانی در منطقهٔ دریاچهٔ تراویس، که بخشی از حوضهٔ آبریز رودخانه کلرادو است، صادر شد. در ۶ ژوئیه، نیویورک تایمز گزارش داد: «در میان تمام رویدادهای مرگبار سیل در ایالات متحده، از جمله آنهایی که به دلیل شکست سدها، باران‌های فصلی و طوفان‌ها رخ داده‌اند، سیل‌های هیل کانتری به احتمال زیاد جزو مرگبارترین‌ها از سال ۱۹۲۵ خواهند بود.»
در طول روز ۴ ژوئیه، بیش از ۲۰۰ نفر از سیل نجات یافتند. دونالد ترامپ، رئیس‌جمهور ایالات متحده، گفت که این سیل‌ها «وحشتناک» بودند و قول کمک فدرال به آسیب‌دیدگان را داد. او در ۶ ژوئیه اعلامیهٔ وضعیت فاجعه صادر کرد. عملیات جستجو و نجات در روز ۴ ژوئیه و در طول شب از ۴ به ۵ ژوئیه انجام شد که در نتیجهٔ آن دست‌کم ۲۳۷ نفر از آب‌های سیل نجات یافتند، از جمله ۱۶۷ نفر که از طریق هلیکوپتر نجات داده شدند. قطعی ارتباطات مخابراتی در منطقه تماس با بسیاری از افراد در این ناحیه را دشوار کرده بود.

## وقوع حادثه
منطقه «فلش فلاد الی» (Flash Flood Alley) در مرکز تگزاس، به ویژه منطقه تپه‌زاری تگزاس، به دلیل تپه‌های شیب‌دار و خاک خشک که باعث جاری شدن سریع آب می‌شود، مستعد سیل‌های بزرگ است. این منطقه یکی از بالاترین خطرات سیل ناگهانی در کشور را دارد. رودخانه گوادالوپه (Guadalupe River) و رودخانه‌های اطراف آن در دهه‌های اخیر چندین بار دچار سیل شده‌اند که اغلب منجر به تلفات جانی شده است، از جمله سیل‌های مرگبار در سال‌های ۱۹۸۷، ۱۹۹۸ و ۲۰۱۵. شهرستان کر (تگزاس) که در سال ۲۰۱۶ به عنوان «احتمالاً پرخطرترین منطقه ایالت برای سیل» شناخته شده بود، فاقد سیستم هشدار سیل بود.
در اواخر روز ۳ ژوئیه ۲۰۲۵، باقیمانده گردش میانی طوفان گرمسیری «بری» (Barry) در اقیانوس اطلس، در یک فرورفتگی وسیع‌تر شامل رطوبت باقیمانده از اقیانوس آرام شرقی گرمسیری جای گرفت. این سیستم منجر به تشکیل رعد و برق‌هایی شد که بر فراز مرکز تگزاس متوقف شدند و باعث باران‌های شدید و در نتیجه سیل‌های مرگبار در این منطقه، به ویژه در امتداد رودخانه گوادالوپ، در تاریخ‌های ۴ تا ۷ ژوئیه شدند.
خدمات ملی هواشناسی در سن آنتونیو، تگزاس، در تاریخ ۳ ژوئیه ۲۰۲۵، هشدار سیل برای شهرستان کر و مناطق دیگر صادر کرد. مرکز پیش‌بینی آب و هوا نیز در همان روز و روز بعد، بحث‌هایی را دربارهٔ بارش‌های با شدت بالا و احتمال سیلاب‌های ناگهانی قابل توجه یا حتی فاجعه‌بار منتشر کرد. هشدارهای متعدد سیل ناگهانی در طول این رویداد صادر شد که برخی از آنها شامل کلمات اضطراری «سیل ناگهانی فاجعه‌بار» بود.
در ساعات اولیه ۴ ژوئیه، ۶٫۵ اینچ (۱۷۰ میلی‌متر) باران در مدت تنها سه ساعت بارید که منجر به نجات بسیاری از افراد شد. در هانت (تگزاس)، سطح رود گوادالوپه در مدت ۲ ساعت ۲۲ فوت (۶٫۷ متر) بالا رفت و به ۲۹ فوت (۸٫۸ متر) رسید و سپس از کار افتاد. پایین‌دست‌تر در کرویل (تگزاس) و کامفورت (تگزاس) نیز سطح رودخانه به‌طور قابل توجهی بالا رفت. شهر کرویل در ۴ ژوئیه به دنبال سیل، اعلامیه فاجعه صادر کرد.
عملیات جستجو و نجات گسترده‌ای در ۴ ژوئیه و تا صبح روز ۵ ژوئیه انجام شد که منجر به نجات حداقل ۲۳۷ نفر از آب‌های سیل شد، از جمله ۱۶۷ نفر با هلیکوپتر. گارد ساحلی ایالات متحده، اسکات راسکان، به دلیل نجات ۱۶۵ نفر به عنوان یک قهرمان شناخته شد. گروه‌های داوطلب و آتش‌نشانان و امدادگران از مکزیک و کالیفرنیا نیز برای کمک به عملیات جستجو و نجات اعزام شدند. با این حال، مقامات از غیرنظامیان آموزش ندیده و استفاده از پهپادهای غیرمجاز که عملیات نجات را مختل می‌کردند، انتقاد کردند.
تا ۸ ژوئیه، ۱۱۹ نفر در این سیل‌ها جان خود را از دست دادند، از جمله ۹۵ نفر در شهرستان کر. چندین نفر از قربانیان در شهرستان کر، دختران جوانی بودند که در کمپ تابستانی «کمپ میستیک» اقامت داشتند. علاوه بر این، تا ۸ ژوئیه، حداقل ۱۸۰ نفر در چندین شهرستان مفقود بودند.
سازمان‌های امدادرسانی مانند «آل هندز اند هارتس» (All Hands and Hearts)، «آشپزخانه مرکزی جهانی» و «سامارایتانز پرس» به مناطق آسیب‌دیده کمک کردند. بحث‌هایی در مورد عدم وجود سیستم هشدار و دستورهای تخلیه در شهرستان کر صورت گرفت. رئیس‌جمهور ترامپ و قاضی شهرستان کر اظهار داشتند که انتظار چنین سیلی را نداشتند، اما خدمات ملی هواشناسی در طول روزهای ۳ و ۴ ژوئیه ۲۲ هشدار با شدت فزاینده صادر کرده بود. همچنین گمانه‌زنی‌هایی در مورد نقش گرمایش جهانی و کاهش بودجه NOAA در این فاجعه مطرح شد. فرماندار تگزاس، گرگ ابوت، اعلامیه فاجعه ایالتی را برای چندین شهرستان صادر کرد و رئیس‌جمهور ترامپ نیز در ۶ ژوئیه اعلامیه فاجعه فدرال را امضا کرد. تئوری‌های توطئه در مورد دستکاری آب و هوا توسط شرکت‌های بذرپاشی ابرها نیز مطرح شد که توسط کارشناسان رد شدند و توضیح دادند که بذرپاشی ابرها تأثیر کوچکی دارد و نمی‌تواند باعث طوفان‌های بزرگ شود.